# Stefan Sandrock

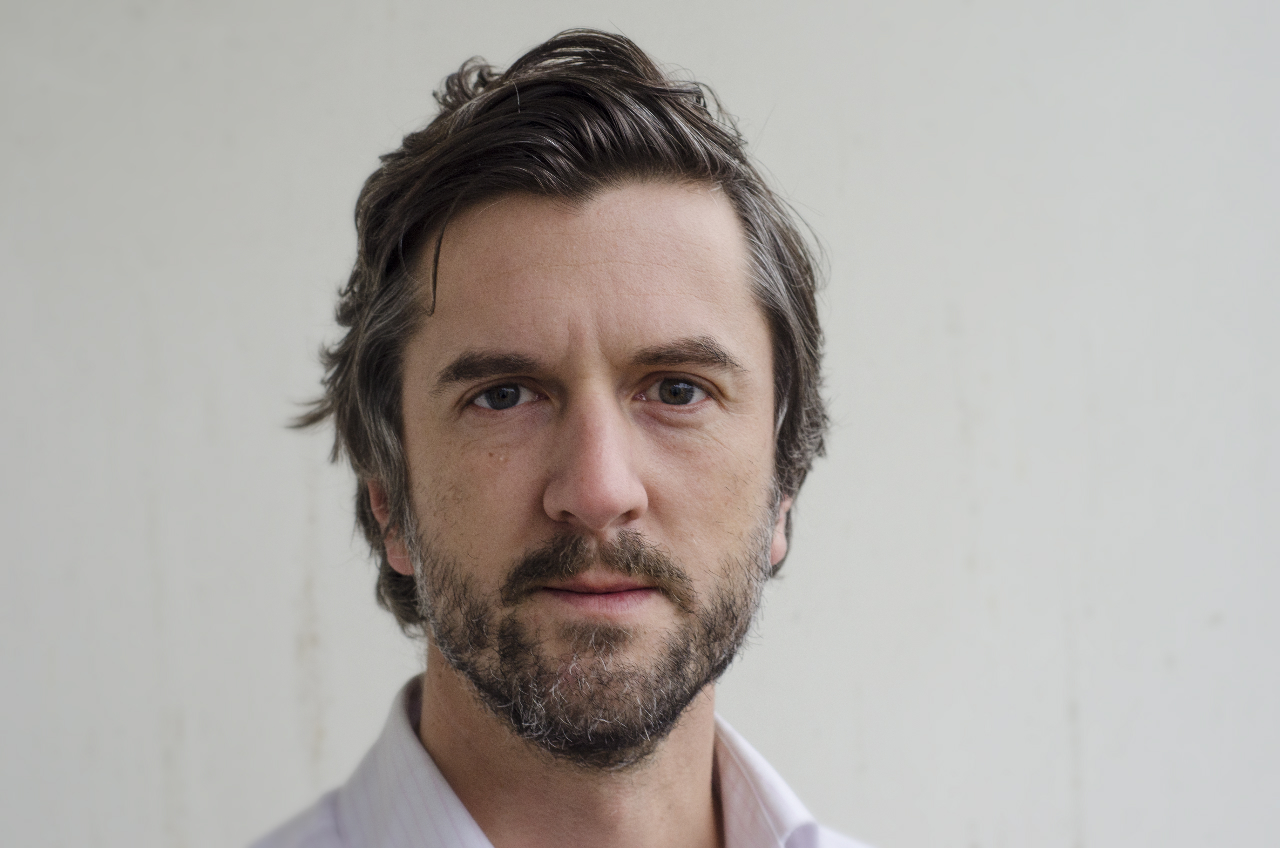
Stefan Sandrock (2013)

Stefan Sandrock (* 1976 in Bilbao) ist ein deutscher Künstler und Autor.

## Leben und Werk
Von 1995 bis 2001 war Sandrock als Sänger der Band Enfold unterwegs. Von 2004 bis 2007 studierte er zunächst Experimentalfilm an der Hochschule für Künste Bremen bei Jean-François Guiton und an der Hochschule für Bildende Künste Hamburg. Daran schloss sich bis 2010 Fotografie, Film und Video bei Marie Jose-Burki und Jeanne Faust an, bei deren Letzterer er sein Diplom im Studienschwerpunkt „Zeitbezogene Medien“ machte.
Sandrock ist mit Zeichnungen, Collagen, Gemälden, Fotoarbeiten und skulpturalen Objekten hervorgetreten. Wenn man sich eine von ihm inszenierte Ausstellungssituation, zwar nicht vor Ort, aber im Netz anschaut, dann trifft die Umschreibung des rezensierenden Kunstkritikers auf diese eine Ausstellung durchaus zu: Die amorphen Körper seiner Skulpturen und Zeichnungen sind von Bärten, Haarinseln, Haarbüscheln bedeckt oder von Haarkränzen umsäumt.
Im September 2024 erschien der Roman Das Dickicht im Rowohlt Verlag in Zusammenarbeit mit Nikolas Kuhl.
Sandrock lebt und arbeitet in Hamburg.

## Einzelausstellungen
- 2011: Die verborgene Hand, Powergalerie Hamburg[1]
- 2012: Das schöne Ende (mit Grit Richters) Powergalerie Hamburg
- 2014: 53 Portraits von Stefan Sandrock Feinkunst Krüger Hamburg[2]

## Gruppenausstellungen
- 2006: Your Private Dancer (mit Daniela Milosevic), Hinterconti, Hamburg
- 2007: Muse heute (mit Sharon Welzel), Kunsthalle Bremen[3]
- 2008: Two Worlds Collide, Damin Art Space, Istanbul
- 2010: Index 10, Kunsthaus Hamburg
- 2012: Where the Pepper Grows, Galerie Autocenter Berlin
- 2012: Emerging Artists, Hamburg Messe
- 2013: Legend of the Shelves, Galerie Autocenter Berlin[4]
- 2013: Hamburger Bahnhof, Powergalerie Hamburg[5][6]
- 2014: Arbeiten auf Papier, V-Gallery Berlin
- 2016: (r) Klaud, xpon-art, Hamburg

## Film und Theater
- 2010: Schauspieler in Das ist ja das Leben selbst! von Björn Last, Hochschule für Bildende Künste Hamburg
- 2011: Regie und Schauspieler in Lurkidammerburschen!, Flensburger Kurzfilmfestival[7]
- 2011: Schauspieler im Theater- und Filmprojekt Ulrikes Brain von Bruce LaBruce, Theater Kampnagel Hamburg

## Auszeichnungen
- 2008 Förderkunstpreis der Stadt Bremen, Kunstverein Bremen

## Veröffentlichungen
- Das Dickicht. Zusammen mit Nikolas Kuhl. Kriminalroman, Rowohlt, Hamburg 2024, ISBN 978-3-499-01428-4
- Bittere Nacht. Zusammen mit Nikolas Kuhl. Kriminalroman, Rowohlt, Hamburg 2025, ISBN 978-3-499-01429-1